# Rosemaryita
La rosemaryita és un mineral de la classe dels fosfats que pertany al grup de la wyl·lieïta. Rep el seu nom en honor de Frances Rosemary "Romy" Wyllie (1932-), director gerent del Journal of Geology; curiosament, el mineral wyl·lieïta rep el seu nom en honor del marit de Frances.

## Característiques
La rosemaryita és un fosfat de fórmula química NaMn2+Fe3+Al(PO₄)₃. Cristal·litza en el sistema monoclínic. Els cristalls són granulars, massius, de fins a 1 cm. La seva duresa a l'escala de Mohs és 4 a 4,5. Forma dues sèries de solució sòlida: amb la ferrowyl·lieïta i amb la wyl·lieïta. En la primera la substitució parcial de Mn2+ per Fe2+ a M(1) va donant lloc als diferents membres; mentre que a la segona el Fe3+ va substituint el Mn2+ a M(2a).
Segons la classificació de Nickel-Strunz, la rosemaryita pertany a «08.AC: Fosfats, etc. sense anions addicionals, sense H₂O, amb cations de mida mitjana i gran» juntament amb els següents minerals: howardevansita, al·luaudita, arseniopleïta, caryinita, ferroal·luaudita, hagendorfita, johil·lerita, maghagendorfita, nickenichita, varulita, ferrohagendorfita, bradaczekita, yazganita, groatita, bobfergusonita, ferrowyl·lieïta, qingheiïta, wyl·lieïta, ferrorosemaryita, qingheiïta-(Fe2+), manitobaïta, marićita, berzeliïta, manganberzeliïta, palenzonaïta, schäferita, brianita, vitusita-(Ce), olgita, barioolgita, whitlockita, estronciowhitlockita, merrillita, tuïta, ferromerrillita, bobdownsita, chladniïta, fil·lowita, johnsomervilleïta, galileiïta, stornesita-(Y), xenofil·lita, harrisonita, kosnarita, panethita, stanfieldita, ronneburgita, tillmannsita i filatovita.

## Formació i jaciments
La rosemaryita va ser descoberta a la pegmatita Rock Ridge, a Custer (Dakota del Sud, Estats Units). També ha estat descrita en dos indrets de la serra de l'Albera (Occitània, França); dos indrets de les muntanyes Sowie (Baixa Silèsia, Polònia); a la pegmatita Buranga, al districte de Gatumba (Província de l'Oest, Ruanda).
Sol trobar-se associada a altres minerals com: trol·leïta, al·luaudita, montebrasita, scorzalita i strengita.